# Pieter van Soest

Svenska Flottan tager Tull i Öresund 1565 målad av Pieter Cornelisz van Soest

Pieter Cornelisz van Soest, född 1600-1620, verksam 1640–1667, var en holländsk marinmålare.
Soest var från 1642 borgare i Amsterdam och var specialist på att rekonstruera berömda sjöslag, han arbetade huvudsakligen efter förlagor eller muntliga beskrivningar av slaget. Han anlitades för att utföra en serie som skildrade sjökrigshändelser under det Nordiska sjuårskriget och de har uppenbarligen tillkommit ett 100-tal år efter det att händelserna utspelades och har troligen utförts efter berättelser av historiskt och sjömilitär svensk expertis. Exaktheten är av förklarliga skäl inte helt riktig de avbildade fartygen är inte svenska i formen och på 1560-talet förde man inte den tretungade flaggan. I sina målningar kan man se att Soest var en skolad målare om än inte särskilt talangfull företrädare för det under 1600-talet högstående nederländska marinmåleriet. Förutom de svenska marinmålningarna känner man till en skildring av holländska flottans erövring i England. På en auktion i Amsterdam 1699 såldes fyra målningar från drabbningarna pingsten 1666 mellan de holländska och engelska flottorna. Åtta av Soest verk hängde på sin tid i General Sjömilitiz Contoiret i Stockholm varifrån de flyttades 1793 till Karlberg. Soest är representerad vid Nederlandsch Scheepewaart Museum i Amsterdam, Sjökrigsskolan och Statens maritima museer.